# 845
845(팔백사십오)는 844보다 크고 846보다 작은 자연수다.

## 수학
- 합성수로, 그 약수는 1, 5, 13, 65, 169, 845다. 진약수의 합은 253이므로, 845는 부족수다.
- 피타고라스 삼조의 빗변의 길이이다.
  - {\displaystyle 116^{2}+837^{2}=845^{2}}[a]
  - {\displaystyle 123^{2}+836^{2}=845^{2}}[b]
- {\displaystyle 845=2^{2}+29^{2}=13^{2}+26^{2}=19^{2}+22^{2}}
  - 서로 다른 두 자연수의 제곱합으로 나타내는 방법이 세 가지인 수다.
  - 연속하는 두 개의 {\displaystyle 13n}({\displaystyle n}은 자연수)의 제곱합으로 나타낼 수 있는 가장 작은 수다. 이 성질을 지닌 다음 수는 2197이다.
- {\displaystyle 99^{4}-1}은 845로 나누어떨어진다.

## 과학
- NGC 845: 안드로메다자리 방향에 있는 나선은하.

## 교통

### 항공
- 팬아메리칸 월드 항공 845편 추락 사고(영어판)

### 도로
- 845번 지방도: 전라남도 보성군 회천면에서 복내면까지 이어지는 대한민국의 지방도.
- 845번 홋카이도도(일본어판)

## 군사
- U-845(영어판, 독일어판): 제2차 세계 대전에 사용된 나치 독일의 군용 잠수함.

## 문화유산
- 대한민국의 보물 제845호: 앙부일구

## 방송
- 845 가가와: NHK 다카마쓰 방송국의 뉴스 프로그램.

## 작품
- 〈8:45 Heaven〉: 2007년 9월 5일 출시된 드렁큰 타이거의 7집 앨범 《Sky Is The Limit》의 수록곡. 돌아가신 타이거 JK의 할머니를 위해 작곡했다고 한다.

## 기타
- 연도: 845년, 기원전 845년